# Tribune de Lyon
Pour les articles homonymes, voir La Tribune.
Tribune de Lyon est un hebdomadaire lyonnais paraissant le jeudi, créé en septembre 2005 par l'homme d'affaires Fernand Galula.

## Historique

### Débuts difficiles
Le titre, publié pour la première fois le 16 septembre 2005, sans étude de marché et avec une cible peu précise, ne parvient pas à atteindre ses objectifs de vente et doit vite se réformer pour ne pas disparaître. Il est également frappé par une crise de confiance entre la rédaction et l'éditeur. Devant ces deux facteurs mettant en jeu l'avenir de l'hebdomadaire, l'éditeur licencie une partie de la rédaction et lance une nouvelle formule en janvier 2006.   
En octobre 2006, Fernand Galula se retire du capital et place la société sous clause de sauvegarde,. Le titre est alors repris par une poignée de salariés fédérés autour du rédacteur en chef François Sapy, une société des lecteurs et quelques chefs d'entreprises lyonnais. L'indépendance de la rédaction est garantie par des statuts particuliers qui interdisent aux actionnaires extérieurs de révoquer le gérant de l'entreprise sans l'accord des salariés actionnaires.

### Nouvelle formule et succès
La nouvelle formule, en format A4, totalise au minimum 64 pages et compte toujours quatre grandes parties : actualité, culture, économie et magazine. Sortie le 23 novembre 2006, la nouvelle formule de Tribune de Lyon affiche un prix de vente de 1,50 euro et paraît désormais le jeudi. Le nouveau directeur de la publication se nomme François Sapy alors qu'Olivier Vassé assure la rédaction en chef de l'hebdomadaire.
Tribune de Lyon est, depuis septembre 2008, le seul hebdomadaire généraliste de Lyon. Trois ans après sa reprise, le titre est désormais dans une situation économique et éditoriale stable. Depuis 2009, l'entreprise éditrice de Tribune de Lyon est bénéficiaire. En marge du « vaisseau amiral » Tribune de Lyon, la société éditrice Rosebud SARL a lancé divers autres titres. Elle édite notamment le bimestriel Exit consacré aux loisirs, à la culture, et aux sorties dans la région lyonnaise, ainsi qu'un magazine destiné aux jeunes parents, Bébézine.
En février 2023, face à un coût du papier en forte hausse, Tribune de Lyon décide de modifier son prix de vente à deux euros. 

## Récompenses
L'hebdomadaire a été récompensé, à six reprises de 2016 à 2021, par l'Étoile d'Or de l'Alliance pour les chiffres de la presse et des médias, un trophée décerné aux plus fortes croissances de ventes de presse en France. Il est le premier journal à avoir obtenu cette récompense au moins cinq fois de suite.